# Virtual Reality, Volume 2
Virtual Reality, Volume 2 is een computerspel voor het platform Atari ST. Het spel werd uitgebracht in 1991. 